# موکرا گورا
موکرا گورا (به صربی: Mokra Gora) یک منطقهٔ مسکونی در صربستان است که در ناحیه زلاتیبور واقع شده‌است. موکرا گورا ۴۷٫۷۴ کیلومتر مربع مساحت و ۵۴۹ نفر جمعیت دارد و ۷۲۹ متر بالاتر از سطح دریا واقع شده‌است.